# Soesdyke
Soesdyke – miasto w Gujanie, w regionie Essequibo Islands-West Demerara.